# František Fiala (politik)
František Fiala (11. srpna 1820 Kostelec nad Orlicí – 10. července 1892 Ústí nad Orlicí) byl český politik, v 2. polovině 19. století poslanec Českého zemského sněmu, starosta Ústí nad Orlicí.

## Biografie
Profesí byl obchodníkem v Ústí nad Orlicí. V roce 1860 se stal starostou města. Lanškrounský hejtman ho tehdy popisoval jako člověka osobně inteligentního, vzdělaného, občansky bezúhonného, s chytrým, leč ne vždy mírným chováním. V roce 1866 se stal také okresním starostou. Navzdory opakovanému zvolení za okresního starostu v roce 1872 funkci opustil a rezignoval i na post starosty města Ústí nad Orlicí. Nadále ještě po téměř deset let zasedal v okresním zastupitelstvu. Na jeho počest byla na počátku 20. století zřízena nadace, zaměřená na podporu chudých rodáků z Ústí.
V 60. letech 19. století se zapojil do zemské a celostátní politiky. V zemských volbách v Čechách v březnu 1867 byl zvolen na Český zemský sněm v kurii venkovských obcí (obvod Lanškroun – Ústí nad Orlicí).

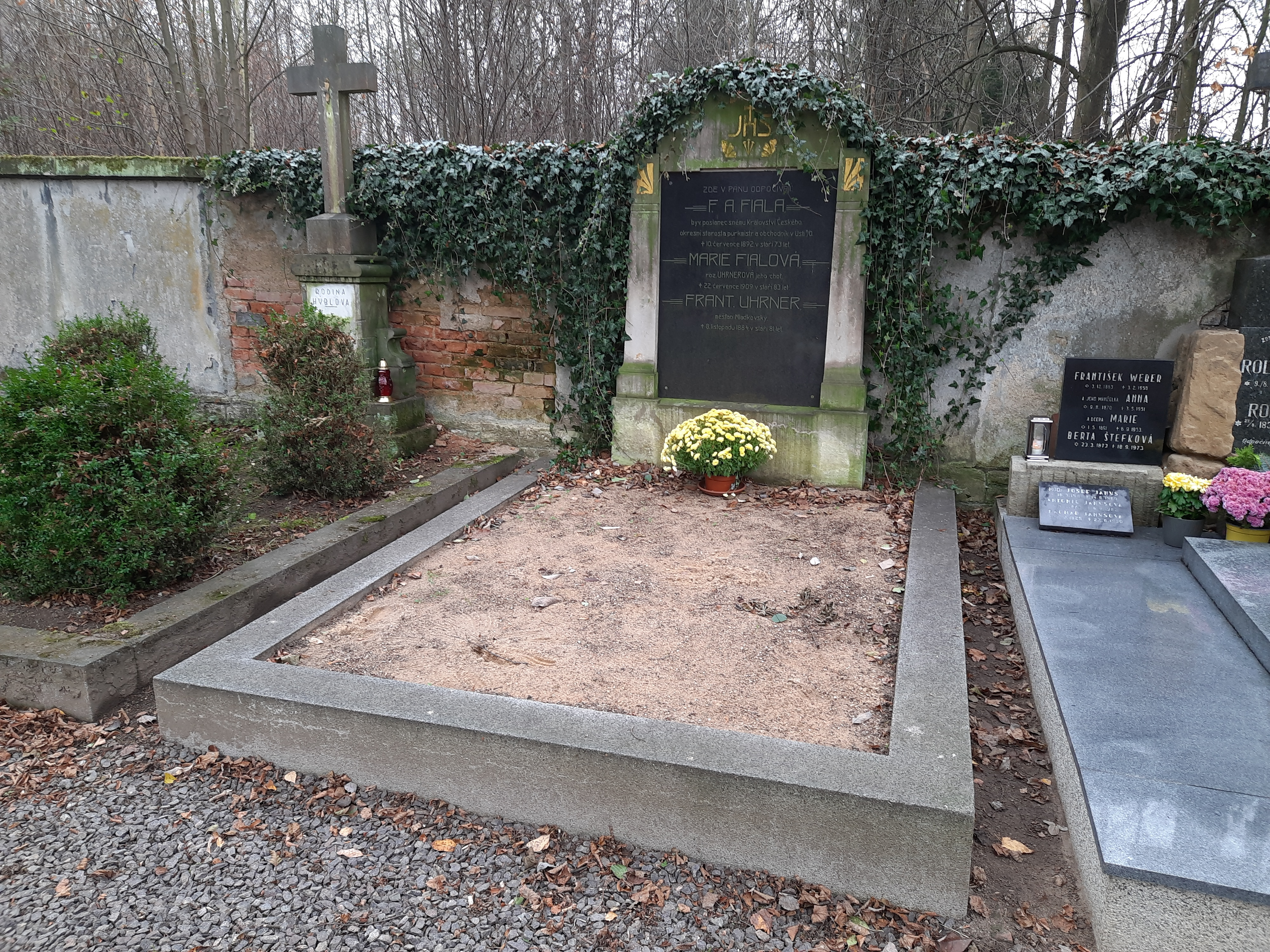
Hrob rodiny Františka Fialy na Městském hřbitově v Ústí nad Orlicí

Během vrcholícího českého odporu proti ústavnímu směřování státu koncem 60. let organizoval tábory lidu. V srpnu 1868 patřil mezi 81 signatářů státoprávní deklarace českých poslanců, v níž česká politická reprezentace odmítla centralistické směřování státu a hájila české státní právo. Mandát v sněmu obhájil ve svém obvodu i v zemských volbách roku 1870 a zemských volbách roku 1872. Čeští poslanci tehdy v rámci taktiky pasivní rezistence bojkotovali zemský sněm, nepřebírali mandáty a poté, co byli pro absenci zbaveni poslaneckých křesel, byli opakovaně manifestačně znovu voleni. Fiala takto mandát obhájil v doplňovacích volbách roku 1873, v doplňovacích volbách v létě roku 1874, v roce 1875 a roku 1877. Uspěl i v řádných volbách roku 1878. V té době se politicky uvádí jako člen staročeské strany. Podle některých pramenů patřil k Národní straně svobodomyslné (mladočeské).
Zemřel roku 1892 v Ústí nad Orlicí a byl pohřben na zdejším městském hřbitově.